# Oudenburg
Oudenburg Latin: Aldenburgensis là một đô thị ở tỉnh Tây Flanders. Đô thị này gồm thành phố Oudenburg và các thị trấn Ettelgem, Roksem và Westkerke. Tại thời điểm ngày 1 tháng 1 năm 2006, Oudenburg có dân số 8.929 người. Tổng diện tích là 35,38 km² với mật độ dân số là 252 người trên mỗi km².